# Даніел Зайцев
Даніел Зайцев (13 грудня 1997) — естонський спортсмен. Учасник Чемпіонату світу з водних видів спорту 2017, де в попередніх запливах на дистанції 50 метрів батерфляєм посів 25-те місце і не потрапив до півфіналу.